# Puig de Sant Nofre
El Puig de Sant Nofre és una muntanya situada al Pla de Mallorca, entre els municipis de Sant Joan i Sineu. Amb una altitud de 254 metres, forma part de la possessió de sa Bastida i està protegida com a àrea natural d’especial interès, i s'hi duen a terme accions per preservar-ne l'entorn i el patrimoni històric.
Les característiques geològiques del Puig de Sant Nofre es diferencien notablement de les de la resta de la zona, ja que presenta un nivell de l'Eocè Superior cobert per un gruixut estrat de dipòsits calcaris pararecifals. Aquestes formacions, vinculades als esculls o a entorns pròxims, destaquen per les seves particularitats sedimentològiques, que també s'han identificat a Bonany i Randa.
Al cim del puig es troben les restes d'una ermita dedicada a Sant Onofre, habitada per un ermità entre 1400 i 1412.  Aquesta ermita és un testimoni de la tradició eremítica a Mallorca durant l'edat mitjana.
El Consell Insular de Mallorca ha establert restriccions per garantir que qualsevol millora en el camí d'accés es faci amb materials respectuosos amb l'entorn, evitant l'ús d'asfalt i ciment. Això forma part d'un acord amb els propietaris locals per regular el trànsit al puig, desviant-lo del pas per la possessió de sa Bastida.
Al mateix temps, iniciatives comunitàries liderades per l'Associació Amics del Puig de Sant Nofre, amb el suport d'entitats locals, treballen per revitalitzar l'espai com a lloc d'esbarjo i difusió cultural. Aquestes accions inclouen esdeveniments com pujades nocturnes, concerts i activitats de sensibilització per promoure la conservació del patrimoni natural i històric del puig.

## Llegendes relacionades amb el puig
- Els corbs: segons la tradició una parella de corbs sempre habita el puig i quan un dels dos mor l'altre sempre busca un nou company.

- Els falcons: també hi hauria al puig una parella de falcons que tendria el costum d'atacar els coloms del campanar de l'església de Sant Joan.

- El bot dels cans: un penya-segat del puig porta aquest nom i segons es relata els habitants de la contrada portaven els seus cans malalts per llançar-los des d'allà.

- Taula de sant Nofre: Al vessant de ponent hi ha una pedra que hauria servit als pagesos per saber quan era migdia en el moment que el sol hi arribava, es solia dir que sant Nofre posava taula.[6]